# Éturqueraye
Éturqueraye é uma comuna francesa na região administrativa da Normandia, no departamento de Eure. Estende-se por uma área de 6,77 km². Em 2010 a comuna tinha 301 habitantes (densidade: 44,5 hab./km²).